# Sociale vaardigheid
Sociale vaardigheid is de vaardigheid om met anderen om te gaan en te communiceren. Deze vaardigheid wordt aangeleerd door middel van opvoeding en onderwijs.

## Onderwijs
In Vlaanderen is het vak sociale vaardigheden ook opgenomen als vakoverschrijdende eindterm in het basisonderwijs en het secundair onderwijs. Thema's die daarbij aan bod komen zijn onder meer:
- beleefdheid
- assertiviteit
- respect vragen en geven
- complimenten geven en erop reageren
- weerstand bieden aan groepsdruk

## Psychologie
In de gedragspsychologie en -therapie wordt het begrip sociale vaardigheden soms als synoniem van zelfredzaamheid gebruikt. Bij psychiatrische patiënten of gevangenen die hun instelling weldra gaan verlaten, gaat het dan om het aanleren van de minimale omgangsvormen om zich in de maatschappij te kunnen handhaven: vragen om inlichtingen, gebruik van openbaar vervoer, mondelinge en schriftelijke afspraken maken. Dikwijls worden deze vaardigheden, al dan niet in kleine groep, geoefend door middel van rollenspel onder leiding van een therapeut of maatschappelijk werker.